# 73. pehotna brigada (ZDA)
73. pehotna brigada (izvirno angleško 73rd Infantry Brigade) je bila pehotna brigada Kopenske vojske Združenih držav Amerike.

## Odlikovanja
- Predsedniška omemba enote